# Grand Illusion
| Recensione | Giudizio |
| ---------- | -------- |
| AllMusic   | [ 2 ]    |

Grand Illusion è il settimo album del gruppo musicale svedese Nocturnal Rites, pubblicato nel 2005 dalla Century Media Records.

## Tracce
1. Fools Never Die – 3:55
2. Never Trust – 4:44
3. Still Alive – 4:03
4. Something Undefined – 4:08
5. Our Wasted Days – 5:18
6. Cuts Like a Knife – 5:10
7. End of Our Rope – 5:27
8. Never Ending – 4:30
9. One by One – 4:24
10. Deliverance – 5:01

Traccia bonus presente nell'edizione giapponese
1. Fade Away – 4:56
2. Under the Ice – 3:02

## Formazione
- Jonny Lindkvist – voce
- Fredrik Mannberg – chitarra
- Nils Norberg – chitarra
- Nils Eriksson – basso
- Owe Lingvall – batteria